# Anthemis glaberrima
Anthemis glaberrima là một loài thực vật có hoa thuộc họ Asteraceae.
Nó chỉ được tìm thấy ở Hy Lạp.
Môi trường sống tự nhiên của chúng là thảm cây bụi kiểu Địa Trung Hải và vùng bờ biển nhiều đá.